# Reklamekunst

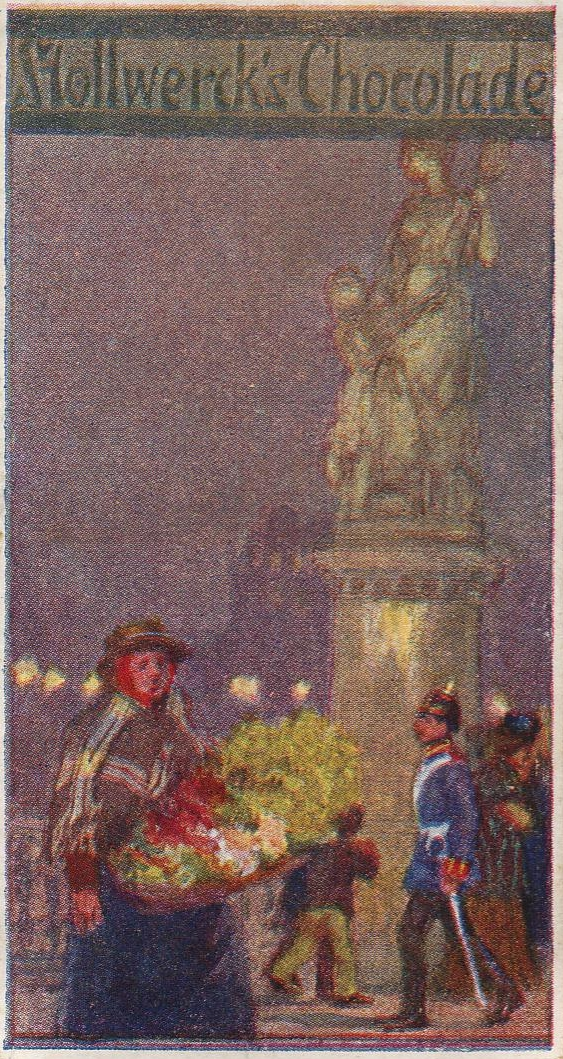
Stollwerck Sammelbild Franz Skarbina: Die Blumenfrau am Halleschen Tor (1900)

Reklamekunst basiert auf der wirksamen Verbindung von Werbung, Kunst und Typografie mit dem Ziel künstlerisch/ästhetischen Ansprüchen gerecht zu werden und gleichzeitig den Kunden zum Kauf eines Produktes zu bewegen. Reklamekunst ist eine anspruchsvolle Form der Gebrauchsgrafik. Bei der Umsetzung spielt die Qualität des Druckes eine wesentliche Rolle (s. u. Technik). Heute stellt Reklamekunst in Form von Plakaten, Emailleschildern, Werbeinseraten und Verpackungen ein bedeutendes Sammelgebiet dar, zu dem auch einige Museen über umfangreiche Sammlungen verfügen.

## Geschichte

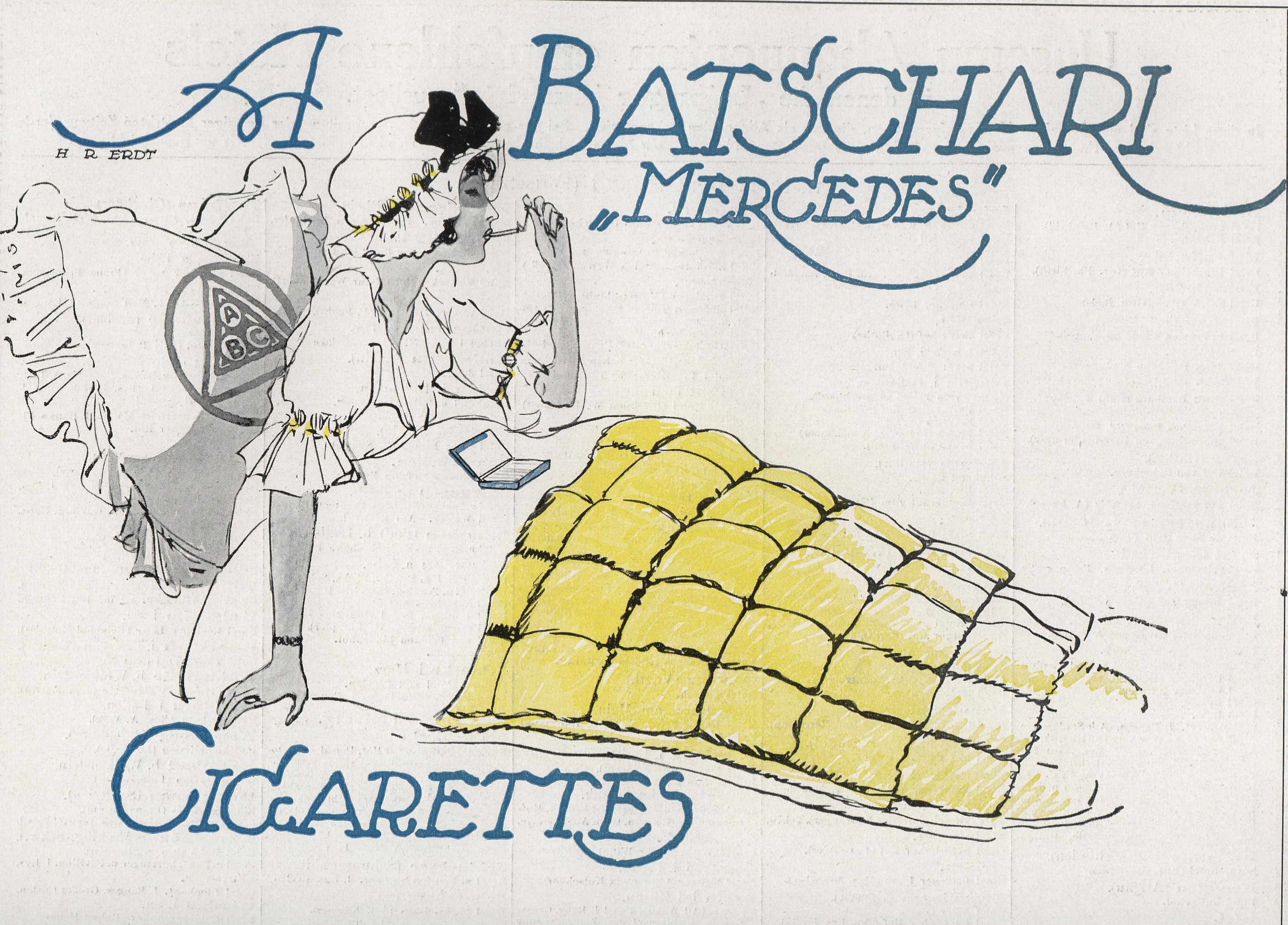
Werbeanzeige Batschari (Hans Rudi Erdt)

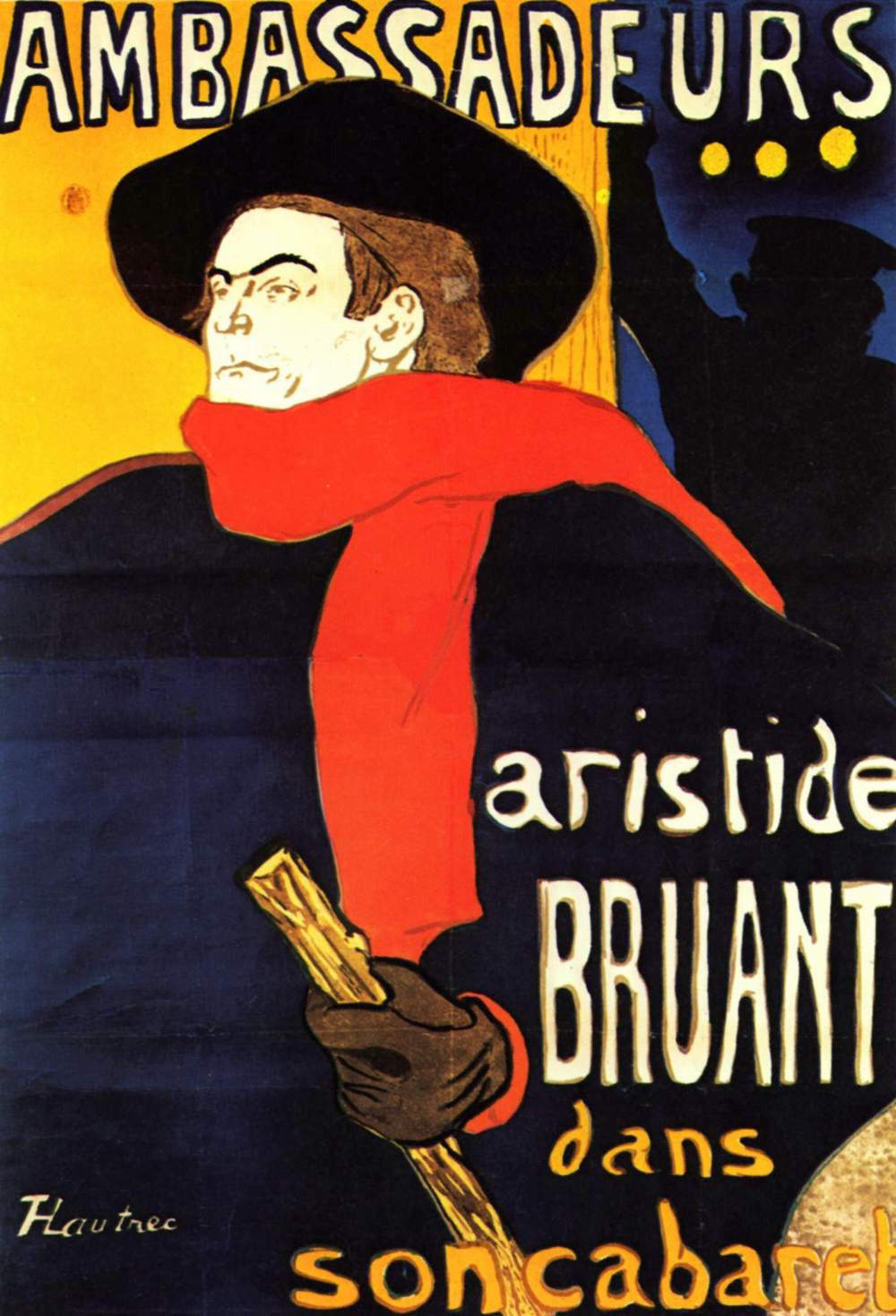
Henri de Toulouse-Lautrec: Ambassadeurs

Die Anfänge der Reklamekunst reichen bis in das Mittelalter, bald nach der Erfindung der Buchdruckkunst. Als Beispiele werden oftmals die Etiketten oder Handzettel für die "Wundermittel" der fliegenden Händler, Scharlatane und Kurpfuscher angegeben. Die hohen Kosten für die Herstellung und der Zunftzwang des Mittelalters verhinderten eine weitere Verbreitung. Mit der Erfindung moderner Druckverfahren wie der Lithografie Ende des 18. Jahrhunderts ergaben sich neue Möglichkeiten im Bereich der Werbegrafik. Allerdings galt auch zu dieser Zeit die Anpreisung von Waren in Kaufmannskreisen noch als unvornehm.
Bis zur Mitte der 1890er Jahre gab es in Deutschland keinen eigenständigen Beruf "Werbegrafiker". Die Inserate wurden überwiegend von Zeichnern und Lithografen unter Wiederverwendung vorhandenen Bildmaterials erstellt. Ende des 19. Jahrhunderts ergeben sich erste Tendenzen zur Einbindung künstlerischen Schaffens in die profane Werbungsmaschinerie. Die im Jahr 1897 gegründete Wiener Secession forderte eine Vereinigung bildender Künstler: „Wir kennen keine Unterscheidung hoher Kunst und Kleinkunst, zwischen Kunst für die Reichen und Kunst für die Armen. Kunst ist Allgemeingut.“ Einen Höhepunkt erlebte die Reklamekunst in der Zeit um 1910, dem Zeitalter der fortschreitenden Industrialisierung, wo sowohl Verbreitung als auch Qualität im Bereich der Reklamekunst ein bisher unerreichtes (künstlerisches) Niveau erreichten.
Henri de Toulouse-Lautrec war einer der ersten und bekanntesten Künstler, die sich intensiv mit der Gestaltung von Werbeplakaten auseinandersetzte. Toulouse-Lautrec verhalf der Reklamekunst zu hohem Ansehen, obwohl er bis zu seinem frühen Tod im Jahr 1901 nur etwa 30 Werbeplakate hinterließ, die teilweise zu seinen bedeutendsten Werken zählen und auch heute noch einen sehr großen Bekanntheitsgrad haben.
In Deutschland sind die Werke der Reklamekunst häufig an den Stil von Art déco, Jugendstil und Neue Sachlichkeit angelehnt und wurden auch aus diesem Grund zu begehrten Sammelobjekten. Die Mäzene in der Wirtschaft förderten und nutzten die Kreativität der Reklamekünstler – damals zum Wohlgefallen der Kunden und heute zur Freude der Sammler.

## Reklameateliers
Mit der berufsmäßigen Spezialisierung einiger Künstler auf die Reklame entstanden nun ausschließlich für die Werbung arbeitende Ateliers. In Frankreich zählte das Atelier von Jules Chéret zu den wichtigsten, in Deutschland sind die Kunstanstalt Hollerbaum & Schmidt und das Atelier Rudolf Mosse zu nennen. Die in Berlin angesiedelte Kunstanstalt Hollerbaum & Schmidt, die unter anderem Reklamekünstler wie Lucian Bernhard, Hans Rudi Erdt und Julius Klinger beschäftigte, gehörte zu den ersten Ateliers, die direkt mit den Auftraggebern auf das Produkt abgestimmte Werbeplakate und Annoncen herstellte. Während zuvor überwiegend so genannte "Blankoplakate" verwendet wurden, die auf Vorrat hergestellt wurden und deren Bildmotiv keinen Bezug zum Produkt hatte, erlangte Hollerbaum & Schmidt hohe Popularität durch die Entwicklung des so genannten Sachplakats, das dem Ziel eines künstlerischen Anspruchs unter Berücksichtigung kommerzieller Belange auf optimale Weise Rechnung trug.
Die durch die Künstler gestalteten Inserate und Plakate tragen in der Regel die Signatur des Künstlers oder einen ausdrücklichen Hinweis auf den Künstler im Untertext.

## Für die Verbreitung der Reklamekunst bedeutsame Zeitschriften

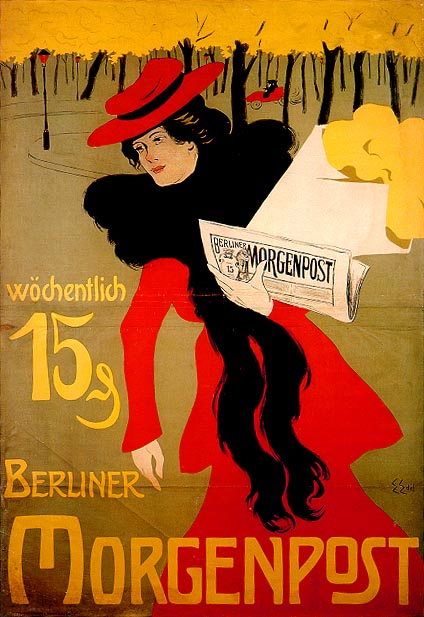
Edmund Edel: Plakat für die Berliner Morgenpost

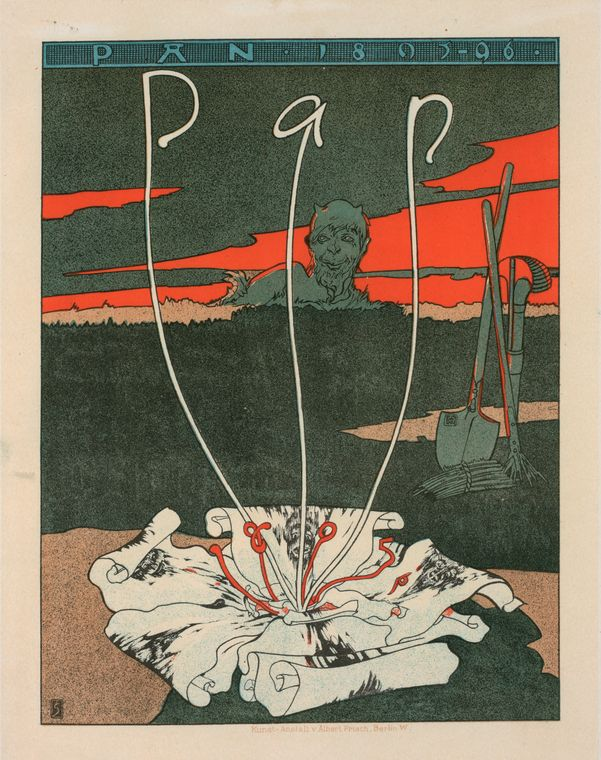
Joseph Sattler: Pan

Die Jugend, eine von Georg Hirth im Jahr 1896 gegründete Wochenzeitschrift, nutzte das Künstlerplakat auf dem Titelblatt zu Werbezwecken und enthielt im Innenteil etliche künstlerisch gestaltete Annoncen. Die Jugend hatte in Deutschland wesentlich zur Verbreitung des Jugendstils in der Kunst beigetragen.
Die erste Ausgabe der satirischen Wochenzeitschrift Simplicissimus, erschien ebenfalls im Jahr 1896. Seit Gründung zählte der Reklamekünstler Thomas Theodor Heine zu den bekanntesten und häufigst vertretenen Mitarbeitern dieser Zeitschrift. Weitere in diesem Zusammenhang nennenswerte Zeitschriften sind Pan, Die Insel und Ver Sacrum.

## Sammelobjekte
- Plakate
- Werbeanzeigen oder Inserate
- Emailleschilder
- Reklamemarken oder Vignetten
- Blechdosen
- Sammelbilder

## Technik
- Buchdruck
- Kupferstich
- Holzschnitt
- Lithografie